# Стеклофилины
Стеклофилины — поселение в Слободском районе Кировской области. Входит в Денисовское сельское поселение.

## География
Расположено на правом берегу реки Вятки в 3 км к северу от города Слободской и в 38 км к северо-востоку от окраин Кирова. Имеется подъездная асфальтовая дорога от Слободского. Село стоит на правом берегу реки Вятка. Через само село протекает небольшая речка Чертовица.

## История поселка
До 1950-х годов на месте нынешнего поселения было несколько деревень: Филинцы, Лобовики, Зубари, Колода. При постройке стекольного завода образовалось единое поселение с названием Стеклозавод, позже — Стеклофилины. Завод просуществовал до начала 2000-х годов, в настоящее время разрушен, на территории действует пилорама.

## Население
| 2010 |
| ---- |
| 253  |

Национальный и гендерный состав
Согласно результатам переписи 2002 года, в национальной структуре населения русские составляли 98 % из 304 чел.. Мужчин — 136, женщин — 168.

## Инфраструктура
В селе действует библиотека, фельдшерско-акушерский пункт. Также в селе расположена база отдыха «Двенадцать стульев». Действует автобусное сообщение с районным центром.